# JF日本語教育スタンダード
JF日本語教育スタンダード（ジェーエフにほんごきょういくスタンダード）は国際交流基金が作成した、日本語の教え方、学び方、学習成果の評価の方法を考えるためのツールである。ヨーロッパで外国語学習のスタンダードとなっているCEFRを基礎にして作られた。基本理念は、相互理解のための日本語である。JF日本語教育スタンダードでは、言語によるコミュニケーションを通じて相互理解を深めていくためには、言語を使って何がどのようにできるかという課題遂行の能力と、さまざまな文化にふれることでいかに視野を広げ他者の文化を理解し尊重するかという異文化理解の能力が必要とされている。

## 沿革
- 2005年 - 日本語教育スタンダードの構築をめざす国際ラウンドテーブル
- 2010年 - JF日本語教育スタンダード2010
- 2012年 - JFスタンダードと日本語能力試験の連関調査

## レベル
CEFRと同じくA1,A2,B1,B2,C1,C2の6レベルに分かれている。下記の能力記述文も6レベルごとに分かれている。
大まかなレベルは以下のように定義されている。
- A：基礎段階の言語使用者（Basic User）
- B：自立した言語使用者（Independent User）
- C：熟達した言語使用者（Proficient User）

これらの6つのレベルは等間隔で分かれておらず、A2,B1,B2のレベルの幅はA1,C1,C2よりも広いため、A2,B1,B2をそれぞれA2.1/A2.2,B1.1/B1.2,B2.1/B2.2に分けて、全部で９つのレベルでCan-doを記述することもある。
また6つの大まかなレベルを確認するには、｢CEFRの共通参照レベル：全体的な尺度｣が公開されている。

## 能力記述文
日本語の熟達度を示すために「～できる」という能力記述文と呼ばれる説明が使われる。
例えば「プレゼンテーションをする」という言語活動では、6つのレベルに応じて、以下のCan-doができると考えられる。
- A1：非常に短い、準備して練習した言葉を読み上げることができる。
- A2：身近な話題について、リハーサルをして、短い基本的なプレゼンテーションができる。
- B1：自分の専門でよく知っている話題について、事前に用意された簡単なプレゼンテーションができる。
- B2：事前に用意されたプレゼンテーションをはっきりと行うことができる。
- C1：複雑な話題について、明確なきちんとした構造を持ったプレゼンテーションができる。
- C2：話題について知識のない聴衆に対しても、自信を持ってはっきりと複雑な内容を口頭発表できる。

技能別のレベルに関しては、CEEFを元にした自己評価表が公開されており、その表から自分で大まかなレベルも確認することができる。

## ポートフォリオ
JF日本語教育スタンダードでは学習者の自律性が重要視されているため、主な評価方法は従来の一斉テストによる評価でなく、ポートフォリオ評価である。

## 『まるごと』との関連
国際交流基金の作成したまるごとという教科書はJF日本語教育スタンダードに基づいて作成された教科書である。ただし、まるごとイコールJF日本語教育スタンダードではない。JF日本語教育スタンダードは特定の教科書に限定されるものではなく、汎用性のあるツールである。

## 日本語能力試験との関連
現在、日本語能力試験（JLPT）は5段階であり、6段階のJF日本語教育スタンダードとはレベル分けが共通していない。2012年にJLPTのどのレベルがJF日本語教育スタンダードのどのレベルに当たるのかの関連性についての調査が実施された。

## 日本語教育現場での導入例
- タイ（中等教育機関）：口頭コミュニケーション能力育成の向上を目標とし、Can-doでの目標設定から教室活動、評価を行う一連の流れをJF日本語スタンダードを元にした教師のための参考書を作成。その後、タイ全国６ヶ所で研修会を実施[5]。
- 台湾（高等教育機関）：コミュニケーションを意識した作文教育の授業で、１学期間のコースをデザインする際に使用。学習目標jの設定から学習成果までを考える際に、Can-doをもとにしている。ここでは、Can-doの内容は、授業の目的に合わせ、教師が書き換えて使用している[6]。
- 日本（教師研修）：国際交流基金が行っている海外日本語教師長期研修では、2015年からJF日本語教育スタンダードに基づいた教授法研修が行われている。ここでは「課題遂行を重視した教え方」が取り扱われ、JF日本語教育スタンダードの理論の理解と、実践、内省がなされた[7]。